# Blumberg
Blumberg é uma cidade da Alemanha, no distrito de Schwarzwald-Baar, na região administrativa de Freiburg, estado de Baden-Württemberg.